# جاك ريد (لاعب دوري الرغبي)
جاك ريد (بالإنجليزية: Jack Reed)‏ هو لاعب دوري الرغبي أسترالي، ولد في 15 يوليو 1988 في Silsden ‏ في المملكة المتحدة.